# Zina (Hudud)

Logo de zina haram.

La ley islámica define zina (en árabe: زنا‎ : zinā) como relaciones sexuales ilegales, es decir un acto sexual entre un hombre y una mujer que no se encuentran vinculados entre sí por el matrimonio. Comprende el sexo extramarital y el sexo prematrimonial.
El zina se encuentra tratado dentro de la jurisprudencia sexual islámica de Fiqh, la cual es una extensión del código de conducta Sharia contenido en el Corán.
Tanto las cuatro escuelas de prácticas sunitas (jurisprudencia islámica), como las dos escuelas de práctica Shi'a, el zina es una relación sexual no permitida por la Sharia (ley islámica) y es clasificada como un crimen hudud. El zina es definido como la relación sexual voluntaria entre un hombre y una mujer que no se encuentran casados entre sí, sin importar si uno o ambos se encuentran casados o no con otras personas. A diferencia del uso que prevalece en la mayoría de los idiomas occidentales no distingue entre los conceptos de "adulterio" (relación sexual de un hombre casado con una mujer que no sea su esposa, o de una mujer casada con un hombre que no sea su esposo) y "fornicación" (relación sexual entre dos personas sin haber contraído matrimonio).
La ley islámica establece castigos tanto para hombres y mujeres musulmanes como no-musulmanes que realicen el zina tal como es interpretado en el Corán y el Hadith. En principio es un concepto extremadamente difícil de probar, requiriendo de cuatro testigos respetables (que no sean mujeres) del acto de penetración.

## Creencias islámicas

### Corán
El islam considera al zina un pecado muy importante. En este tema el islam comparte las mismas posiciones que otras religiones abrahámicas, tales como el judaísmo y cristianismo. Desde la perspectiva del Corán, la tradición profética y la ley islámica, el sexo que no se encuentra relacionado con un lazo matrimonial es considerado zina, y es condenable en igual medida tanto en mujeres como en hombres.
El Corán trata el zina en varias secciones. Primero se encuentra la regla general coránica que exige a los musulmanes a no cometer zina: 

«No cometerás adulterio: ya que es un acto vergonzoso y malvado, que abre la puerta (para otros males).»
 Corán, Sura 17 (Al-Isra), ayat 32 

La mayoría de las reglas relacionadas con el zina, el adulterio y acusaciones falsas de un hombre a su esposa o de miembros de la comunidad a mujeres castas, se encuentran en la Surat an-Nur (la Luz). La sura comienza dando una serie muy específica de reglas sobre el castigo del zina: 

«La mujer y el hombre culpables de adulterio o fornicación,- castigar a cada uno de ellos con cien latigazos: no sientas compasión por su causa, en un tema que Alá prescribe, si tu crees en Alá y en el último día: y que un grupo de creyentes presencien su castigo.«
 Corán, Sura 24 (An-Nur), ayat 2

«Y aquellos que acusen a mujeres libres y que luego no presentan cuatro testigos, azotadles, (dadles) ochenta latigazos, y no admitas evidencia proveniente de ellos nunca más; ya que ellos son los transgresores. Excepto aquellos que se arrepienten y actúan bien, porque Alá perdona y es bondadoso.»
 Corán, Sura 24 (An-Nur), ayat 4-5 

### Hadith
Casi todas las recopilaciones hadith incluyen tres hadiths que son centrales en cuanto a los argumentos legales sobre el castigo por el zina:
- una indicando que Mahoma había fijado este castigo en un caso de relación sexual ilegal entre judíos y sobre la base del Torah;
- Otra (segunda) transmitida por Abu Hurairah expresa que Mahoma, en un caso de relación sexual entre un hombre joven y una mujer casada, sentenció a la mujer a morir lapidada y al hombre a azotes y exilio durante un año;
- Una última en la cual Umar al-Khattab expresa que existió una revelación en el sentido que aquellos que son muhsan (o sea un adulto, libre, musulmán que ha disfrutado previamente de relaciones sexuales legítimas en el matrimonio, sin importar si existe el matrimonio todavía existe) y ha tenido una relación sexual ilegal debe ser castigado con lapidación.

El hadith relacionado con Abu Hurairah ha sido la base de la doctrina fiqh. 
La colección más aceptada del Hadith Sahih al Bukhari posee 4 secciones (con los números 3829, 8804, 8805 y 8824) que se refieren a la muerte por lapidación. Un caso trataba sobre judíos que fueron lapidados hasta su muerte de acuerdo a la Ley del Torah (no el Corán). Otra dice: "Un hombre casado de la tribu de Bani Aslam que ha mantenido una relación sexual ilegal y trajo cuatro testigos en su propia contra fue sentenciando por Mahoma a ser lapidado hasta morir". Estos dos hadiths se contraponen en cuanto a quien o que ordenó la lapidación. En ambos casos, el narrador reconoce su ignorancia sobre si la lapidación fue llevada a cabo antes o después de la revelación del verso del Corán 24-2.

## Alcance de la definición de zina

### Sunita
La definición sunita de zina comprende relaciones sexuales extramaritales y premaritales entre un hombre y una mujer que no se encuentran casados entre sí o en un estado de concubinato legal.

### Chiita
La definición chiita de zina comprende la sunita pero también incluye: relaciones heterosexuales, una gran diversidad de comportamientos sexuales: sodomía, tanto con hombres como mujeres, relaciones lesbianas y magreo. La doctrina legal chiita define muhsan como un adulto, musulmán libre que se encuentra en posición legal de tener relaciones sexuales y cuya pareja se encuentra disponible (por ejemplo prisionera o ausente en un viaje).